# Staurastrum bicorne
Staurastrum bicorne là một loài Song tinh tảo trong họ Desmidiaceae, thuộc chi Staurastrum.